# Кейп Агьолас
Кейп Агьолас (на английски: Cape, на африканс от португалски Agulhas, на португалски Агуляс) е община в окръг Оверберг, провинция Западен Кейп, Република Южна Африка, с площ 2841 км².

## Население
26 470 (2001)

## Расов състав
(2001)
- 18 216 души (69 %) – цветнокожи
- 6734 души (25 %) – бели
- 1484 души (6 %) – черни
- 36 души – азиатци